# Conferencia Nacional de Obispos de Brasil
La Conferencia Nacional de Obispos de Brasil (CNBB) es una institución permanente que agrupa a los obispos católicos de Brasil que, según el Código de Derecho Canónico, "ejercerán conjuntamente ciertas funciones pastorales en favor de los fieles de su territorio, con el fin de promover el mayor bien que la Iglesia Católica proporciona a los hombres, especialmente en formas y modalidades de apostolado debidamente adaptadas a las circunstancias de tiempo y lugar, según el derecho» (Can. 447).
Todos los obispos diocesanos de Brasil y los que son iguales a ellos por ley, los obispos coadjutores, los obispos auxiliares y los demás obispos titulares que ejercen en el mismo territorio alguna responsabilidad especial, encomendada por la Sede Apostólica o por la Conferencia de Obispos ( Cf. Can. 450).

## Historia
La CNBB fue fundada el 14 de octubre de 1952 en Río de Janeiro, entonces capital de Brasil. El traslado de la sede a Brasilia ocurrió en 1977.

## Misión
La Conferencia Nacional de Obispos de Brasil, según su estatuto, tiene por finalidad:
- Profundizar cada vez más la comunión de los obispos;
- Estudiar los asuntos de interés común para la Iglesia en el país, a fin de promover mejor la acción pastoral orgánica;
- Deliberar sobre los asuntos de su competencia, de acuerdo con las normas del derecho consuetudinario o por mandato especial de la Sede Apostólica;
- Preocupación manifiesta por la Iglesia Universal, a través de la comunión y colaboración con la Sede Apostólica y con las demás Conferencias Episcopales;
- Cuidar la relación con los poderes públicos, al servicio del bien común, previo acuerdo conveniente con la Nunciatura Apostólica, en el ámbito de su competencia específica.

## Acciones

### Campañas de Fraternidad
Anualmente, durante la Cuaresma, la CNBB lanza la campaña de fraternidad. Cada edición tiene un tema diferente, generalmente relacionado con las políticas públicas y la justicia social.  El propósito de esta campaña es crear conciencia y también difundir el evangelio. Cerca del 40% de los montos recaudados se destinan al Fondo Nacional de Solidaridad, administrado por la Conferencia Nacional de Obispos de Brasil (CNBB), que destina los recursos, preferentemente, a proyectos que cumplan con los objetivos propuestos por la campaña de fraternidad, la otra parte está destinado a proyectos locales de las arquidiócesis.

### Posición durante la Pandemia por COVID-19
La CNBB ha defendido el distanciamiento social como una forma de reducir la propagación de la enfermedad. Los arzobispos de la CNBB incluso han ofrecido templos de iglesias para que sirvan como hospitales de campaña. Debido a la pandemia, la realización de las misas se ha hecho sin la presencia de los fieles, a través del entorno virtual.

## Organización
La Conferencia Nacional de Obispos de Brasil tiene la siguiente estructura:
- Asamblea General
- Consejos Regionales
- Consejo Permanente
- Comisiones Episcopales
- Presidencia de la CNBB
- Consejos Económicos y Fiscales
- CONSEP
- Sólidos vinculados
- Secretaría General
- Asesores Nacionales